# Zuidelijk esparcetteblauwtje
Het zuidelijk esparcetteblauwtje (Polyommatus ripartii) is een vlinder uit de familie Lycaenidae. De wetenschappelijke naam is gepubliceerd in 1830 door  Christian Friedrich Freyer.
De soort komt voor in Europa.

## Ondersoorten
- Polyommatus ripartii ripartii
- Polyommatus ripartii budaskini Kolev & De Prins, 1995
- Polyommatus ripartii colemani (Lukhtanov & Dantchenko, 2002)
- Polyommatus ripartii montanesa Gomez-Bustillo, 1971
- Polyommatus ripartii mozuelicus (Agenjo, 1973)
- Polyommatus ripartii ovchinnikovi (Lukhtanov & Dantchenko, 2002)
- Polyommatus ripartii paralcestis (Forster, 1960)
- Polyommatus ripartii pelopi (Brown, 1976)
- Polyommatus ripartii rippertii (Boisduval, 1832)
- Polyommatus ripartii sarkani (Lukhtanov & Dantchenko, 2002)